# Aethriamanta gracilis
Aethriamanta gracilis is een libellensoort uit de familie van de korenbouten (Libellulidae), onderorde echte libellen (Anisoptera).
De wetenschappelijke naam Aethriamanta gracilis is voor het eerst geldig gepubliceerd in 1878 door Brauer.